# Fred Alexander
Frederick "Fred" Beasley Alexander, född 14 augusti 1880, Seabright, New Jersey,  USA, död 3 mars 1969, var en amerikansk högerhänt tennisspelare. Under perioden 1904-1918 rankades han sex gånger bland USA:s 10 bästa spelare. Säsongen 1908 rankades han som nummer 3. 
Fred Alexander upptogs 1961 i International Tennis Hall of Fame

## Tenniskarriären
Fred Alexander är bekant som den förste utlänning som vann singeltiteln i Australiska mästerskapen. I finalen 1908 besegrade han den australiske spelaren Alfred Dunlop med setsiffrorna 3-6 3-6 6-0 6-2 6-3. Med samme spelare vann han också dubbelturneringen. 
Störst framgångar hade Alexander som dubbelspelare tillsammans med landsmannen Harold Hackett. De båda spelade final i herrdubbeln i Amerikanska mästerskapen sju år i följd (1905-1911) och vann titeln fyra år i följd (1907-10). Vid 37 års ålder, 1917, vann han sin femte dubbeltitel i Amerikanska mästerskapen. Han spelade då tillsammans med 19-årige Harold Throckmorton. Alexander var också finalist i herrdubbeln 1900 och 1918.  
Alexander deltog i det amerikanska Davis Cup-laget 1908. Han spelade totalt 4 matcher av vilka han vann en. I världsfinalen det året mötte det amerikanska laget med Alexander och Beals Wright ett lag från Australasien (Norman Brookes och Anthony Wilding). Alexander förlorade sina båda singelmatcher, Norman Brookes vann med 5-7, 9-7, 6-2, 4-6, 6-3 och Anthony Wilding vann med 6-3, 6-4, 6-1. Australasiens lag vann mötet med 3-2 i matcher.

## Spelaren och personen
Fred Alexander var en lång och magerlagd spelare med ett mjukt rörelsemönster på banan och ett spel som var bäst lämpat för dubbel.

## Grand Slam-titlar
- Australiska mästerskapen
  - Singel - 1908
  - Dubbel - 1908
- Amerikanska mästerskapen
  - Dubbel - 1907, 1908, 1909, 1910, 1917